# 喬丹·托爾伯特
喬丹·韋恩·托爾伯特（1992年11月8日—）為美國男子籃球運動員，場上位置為大前鋒，現效力於蒙古籃球聯賽烏蘭巴托野馬。

## 早年
托爾伯特出生於德克萨斯州沃斯堡，2010年9月就讀諸聖主教學校的托爾伯特確定大學進入德克薩斯理工大學就學，2012年10月托爾伯特的父親辭世，這使得托爾伯特希望改到離家近的大學就學，於2014年3月轉學到南方卫理公会大学，但因為NCAA的規定，2014-15賽季無法代表學校出賽。

## 職業生涯
2016年7月22日，卡薩萊少年簽下托爾伯特。2017年7月24日，HTV引進托爾伯特。2018年11月7日，卡昂引進托爾伯特。2019年12月14日，托爾伯特加盟東南亞職業籃球聯賽寶島夢想家。2020年1月24日，托爾伯特被萊恩·瓦特金斯取代。2月29日，托爾伯特替布魯塞爾出賽，上場18分鐘，攻下5分、5籃板。
2020年10月中旬，新賽季兵分二路的璞園建築球團引進托爾伯特。11月5日，托爾伯特確定新賽季披上超級籃球聯賽（SBL）桃園璞園建築球衣。11月11日，托爾伯特抵達臺灣進行14天隔離。結束隔離後托爾伯特在第18季SBL開打前練球時拉傷左臀。12月12日，托爾伯特完成賽季首秀，繳出22分、14籃板、3助攻、3抄截、2阻攻的表現。2021年5月4日，托爾伯特加入SBL裕隆納智捷接替拉基姆·克里斯馬斯。5月24日，托爾伯特以場均16.2籃板、2.2抄截奪下籃板王以及抄截王。7月21日，托爾伯特加盟P. LEAGUE+桃園領航猿。
2022年12月8日，托爾伯特加盟SBL台灣啤酒。2023年1月19日，台灣啤酒由於陣型考量與托爾伯特解除合約，托爾伯特替台灣啤酒出賽4場，繳出場均18分、12.8籃板、4.5助攻的表現。2月3日，托爾伯特加盟T1聯盟臺中太陽。2月23日，臺中太陽註銷托爾伯特；托爾伯特披臺中太陽球衣出賽4場，場均表現為12分、8.3籃板、2助攻、1.8抄截。2月27日，菲律賓籃球協會伊拉斯圖雨晴引進托爾伯特頂替格雷格·史密斯二世參加PBA總督盃。3月1日，托爾伯特的身高超標PBA總督盃外籍球員的6英尺6英寸限制。
2023年11月，托爾伯特加入大马篮球联赛槟城昇阳少年，最終托爾伯特場均貢獻22.4分、14.7籃板、3助攻、2.6抄截、1.1阻攻，帶隊闖進季後賽，並獲選大马篮球联赛MVP與得分王。2024年1月29日，由於沃尔特·夏普在1月26日的賽事中右腳受傷，導致阿基里斯腱斷裂，SBL裕隆納智捷登錄托爾伯特頂替沃尔特·夏普。托爾伯特代表裕隆納智捷出賽三場，場均可貢獻20.7分、7.7籃板、4助攻、3抄截。2月15日，森美兰金群利金鹿簽下托爾伯特參加2024年亞洲籃球冠軍聯賽資格賽。資格賽托爾伯特總共出賽七場，場均可貢獻18.3分、9.0籃板、2.7抄截、1.9助攻、1.7阻攻。6月28日，托爾伯特加入東聖多明哥太陽。
2024年10月12日，蒙古籃球聯賽烏蘭巴托野馬簽下托爾伯特。

## 外部連結
- 喬丹·托爾伯特的Instagram帳戶
- 喬丹·托爾伯特在fiba.basketball（英语）
- 喬丹·托爾伯特在法國籃球甲級聯賽官網（法语）
- 喬丹·托爾伯特在P. LEAGUE+官網
- 喬丹·托爾伯特在Basketball-Reference.com（國際）（英语）
- 喬丹·托爾伯特在Sports-Reference.com（NCAA）（英语）
- 喬丹·托爾伯特在Eurobasket.com（球員）（英语）
- 喬丹·托爾伯特在Eurobasket.com（球員）（英语）
- 喬丹·托爾伯特在Proballers（英语）
- 喬丹·托爾伯特在RealGM（英语）
- 喬丹·托爾伯特在Flashscore（英语）